# Выборы в Республике Сербской
Выборы в Республике Сербской (серб. Избори у Републици Српској, босн. и хорв. Izbori u Republici Srpskoj) делятся на национальные и региональные. Проводятся в соответствии с конституцией и избирательным законодательством Республики Сербской, а также Боснии и Герцеговины.
На республиканском уровне избираются президент Республики Сербской и депутаты высшего законодательного и конституционного органа — Народной скупщины Республики Сербской.